# Торецька загальноосвітня школа-інтернат
Загальноосвітня школа-інтернат І-ІІІ ступенів Торецької міської ради Донецької області - комунальний навчальний заклад середньої освіти, що підпорядковується Торецькій міській раді

## Історія школи
…Рік 1960. Рік заснування школи…
Наприкінці 50-х початку 60-х років у колишньому Радянському Союзі розгорнулося будівництво шкіл-інтернатів, які були призвані допомогти батькам, які працюють, у вихованні дітей. Так у вересні 1960 року було відкрито перший корпус Торецької школи-інтернату № 2, де почали навчання 300 учнів.
У 1961 році до Жовтневих свят було здано в експлуатацію другий корпус школи. Випускники шкіл міста у вільний час надавали допомогу в своєчасному відкритті цього корпусу: вони розчищали та відвозили будівельне сміття, підготовлювали класні та спальні кімнати. Школа-інтернат поповнилася новими вихованцями, і вже у 1961 році їх кількість становила 650 осіб.
Очолив колектив вчителів і вихователів, який так швидко зростав, директор школи Коновалов Анатолій Федорович, який залишив по собі добру пам'ять – заклав фруктовий сад, який до сих пір дарує нам свої плоди.
Спершу школа-інтернат була восьмирічною, перший випуск восьмого класу був в 1968 році – це були перші 79 випускників. А вже два роки потому школа випустила перших десятикласників – 44 учні.
За 50 років існування школи-інтернату одержали путівку в доросле життя біля 1000 випускників ІІІ ступеня та понад 1700 випускників ІІ ступеня.

## Структура роботи школи
Конференція педпрацівників:
Розробляє стратегічні напрями розвитку освітньої установи, об'єднує представників всіх зацікавлених в освітньому процесі груп.

Педагогічна рада:
Визначає і очолює роботу щодо розв'язання актуальних проблем, розробки, виконання і аналізу окреслених програм.

Батьківська рада:
Очолює і організовує роботу щодо оптимальної взаємодії школи і батьків, з підвищення якості навчально-виховного процесу і кваліфікації педагогів.
Науково - методична рада:
Очолює і організовує роботу щодо наукового і методичного вдосконалення навчально - виховного процесу і підвищення кваліфікації і конкурентоспроможності педагогів.
Система учнівського самоврядування:
Сприяє успішній соціалізації учнів, учні освоюють різні соціальні ролі, вчаться керувати і підкорятися, враховувати інтереси представників учнівського колективу, формує потребу в успішній самореалізації, позитивні стосунки між учасниками, стійкі цінності, повагу правил і норм спільної діяльності.
Школа працює за п’ятиденним робочим тижнем.
Відповідно до статті 16 Закону України «Про загальну середню освіту»  навчальний рік розпочинається 1 вересня і закінчується після проведення навчальної практики, підсумкового оцінювання т а державної підсумкової атестації навчальних досягнень учнів.
Навчальні заняття в школі-інтернаті організовані за семестровою системою. Протягом навчального року для учнів проводяться канікули.
Заняття в школі ведуться на українській та російській мовах навчання.
В 4, 9, 11-х класах проводиться державна підсумкова атестація навчальних досягнень учнів, відповідно до Положення про державну підсумкову атестацію, затвердженого наказом Міністерства освіти і науки України.
Режим навчально-виховного процесу регулюються розкладом уроків, позакласних заходів та інших занять. Всі заняття в усіх класах розпочинаються о 08.00 годині. Подовженість уроків в 1-х класах – 35 хв. в 2-х – 40 хв. Для учнів 1-х класів організовано денний відпочинок (сон).
Оцінювання досягнень учнів 2-12 класів ведеться за 12-бальною системою. Вчителі ведуть тематичний облік знань, який закінчується тематичним оцінюванням.
Виходячи з потреб учнів варіативна складова розподіляється на курси за вибором :
- Російська мова;
- Людина та суспільство;
- «Веселий олівець»;
- «Вміння та навички для підлітків»;
- «Народознавство»;
- «Джаз та популярна музика»;
- Індивідуальні заняття.

У школі діють :
- навчальні кабінети:

кабінет української мови та літератури, кабінет іноземної мови, кабінет фізики, кабінет хімії, кабінет біології, комп’ютерний клас, кабінет обслуговуючої праці, кабінет образотворчого мистецтва, майстерня;
- методичний кабінет;
- кабінет логопеда;
- 2 спортивні зали;
- музейна кімната;
- бібліотека з читальним залом;
- актовий зал;
- 2 ігрові кімнати;
- їдальня;
- 4 спальні кімнати для денного відпочинку першокласників;
- медичний пункт;
- ізолятор.

## Профільна освіта
Профільне навчання і допрофільна підготовка – це дві головні частини однієї системи – підготовки учнів до усвідомленого вибору своєї професійної дороги.
Основним завданням профільного навчання є :
Забезпечення здобування повноцінної освіти шляхом наочної діяльності відповідно до індивідуальних потреб; забезпечення самовизначення учнів і їх професійну орієнтацію.

### Художньо-естетичний профіль
Художньо-естетичний профіль здійснює функцію профільної підготовки учнів, націлюючи їх на вступ до відповідних професійних освітніх установ і направлений на досягнення наступних цілей:
1. Формування інтересу до професійної діяльності фахівця художньо-естетичних видів культури.
2. Освоєння простих педагогічних умінь в організації і проведенні естетичних занять, основ теорії і методики навчання художнім вмінням і розвитку естетичних здібностей.
3. Виховання особистісно - значимих якостей соціальної адаптації, культури поведінки в колективному спілкуванні, уміння адекватно оцінювати свої індивідуальні можливості і здібності у вибраній професійній діяльності.

Підставою для введення профільної освіти є:
- Потреба учнів і проектування свого подальшого професійного самовизначення.
- Співбесіда з учнями і їх батьками.

### Навчальний план
Профільні предмети:
- Естетика;
- Художня культура.

Курси за вибором:
- «Веселий олівець»
- «Джаз і популярна музика»